# Microfluidique
La microfluidique est la science et la technique des systèmes manipulant des fluides et dont au moins l'une des dimensions caractéristiques est de l'ordre du micromètre.

## Définition

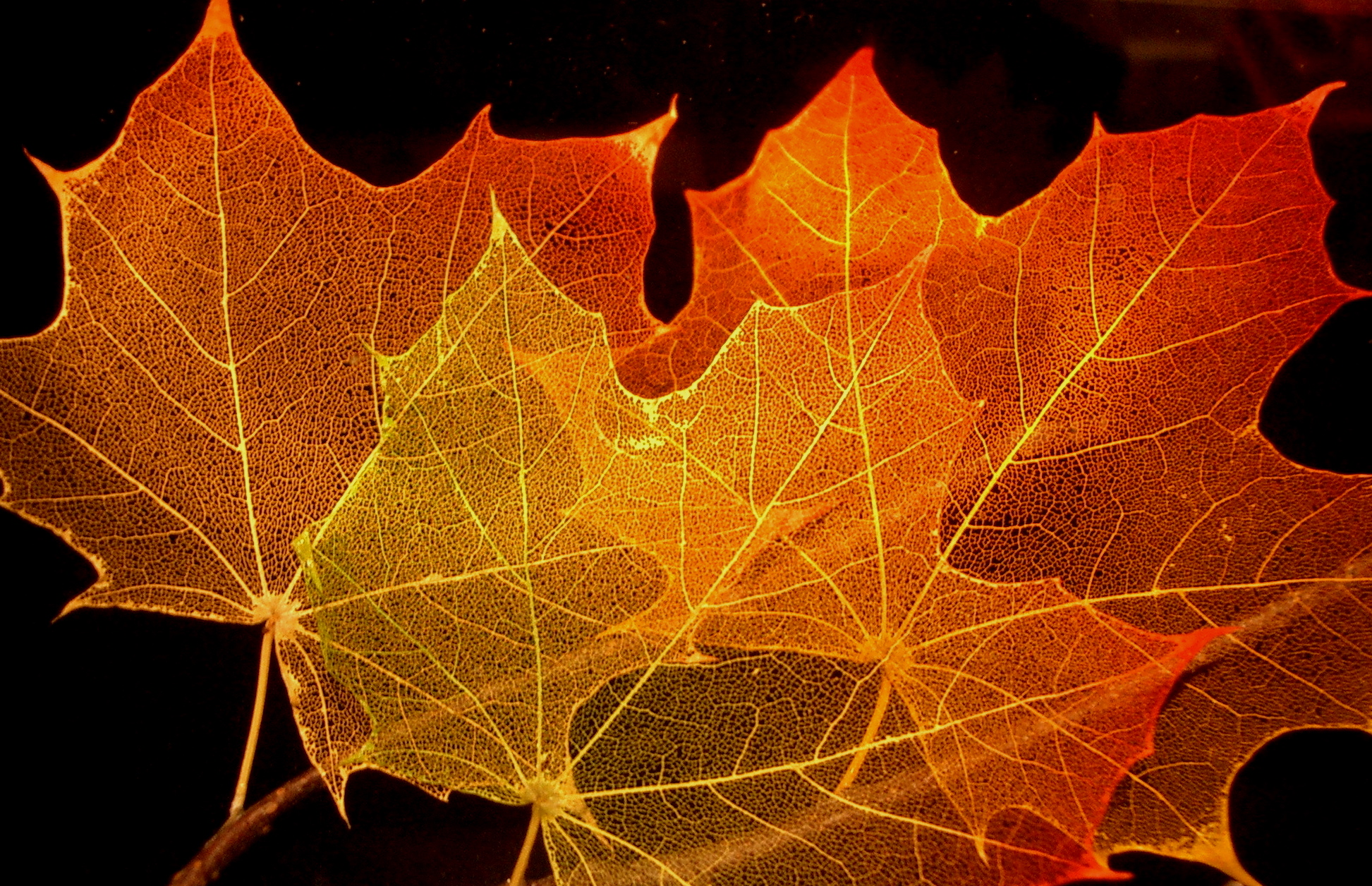
Exemple de réseau microfluidique : structure veineuse d'une feuille d'érable. Le reste de la feuille a été dissous pour ne conserver que les veines.

George Whitesides définit la microfluidique comme « la science et la technologie des systèmes qui manipulent de petits volumes de fluides (10−9 à 10−18 litres), en utilisant des canaux de la dimension de quelques dizaines de micromètres ». Selon Patrick Tabeling, « on peut définir la microfluidique comme [une discipline] portant sur les écoulements de fluides simples ou complexes, mono ou multiphasiques, dans des microsystèmes artificiels, c'est-à-dire fabriqués à l'aide des nouvelles techniques. » Tabeling précise qu'il entend essentiellement par « nouvelles techniques » la microfabrication héritée de la micro-électronique. La première définition fait bien apparaître la dualité de la microfluidique : en tant que science, elle englobe l'étude des phénomènes et la mécanique des fluides à l'échelle micrométrique ; en tant que technique, elle contient également une dimension applicative. Cependant, la définition de Whitesides fait porter le préfixe « micro » sur la dimension de canaux et ne concerne pas les volumes de fluides qui, dans la définition de Whitesides, sont compris entre le nanolitre et l'attolitre. Or, certains systèmes microfluidiques, par exemple les dispositifs d'électromouillage sur diélectrique, fonctionnent en gouttes, sans canaux,. Tabeling donne quant à lui une définition d'ingénieur qui, souligne-t-il, exclut l'ensemble des systèmes microfluidiques naturels, tels que les capillaires sanguins ou le transport de sève dans les plantes.

## Recherche et développement

Évolution annuelle entre 1948 et 2008 du nombre de références indexées dans la base de données de CAS concernant la microfluidique (échelle logarithmique).

La microfluidique est un domaine de recherche particulièrement dynamique depuis la fin du XXe siècle, comme en témoigne une rapide analyse de la production scientifique mondiale (figure ci-contre). George Whitesides relie ce dynamisme à quatre thématiques principales : la chimie analytique, la biodéfense, la biologie moléculaire et la micro-électronique ; tout d'abord, le succès des méthodes analytiques au format capillaire (chromatographie en phase liquide à haute performance, électrophorèse) a conduit à miniaturiser davantage les dispositifs, afin d'améliorer la sensibilité et la résolution des analyses. Le laboratoire sur puce est ainsi considéré comme une véritable révolution permettant de miniaturiser tout un processus d'analyses et de remplacer les boites de Petri. Le développement de la microfluidique a également été abondamment subventionné par les agences militaires, afin de répondre au risque des armes chimiques et biologiques. Par ailleurs, la course au séquençage du génome humain, rapidement suivi par le protéome et le métabolome, ont rendu nécessaire le développement d'outils d'analyse haut débit hautement parallélisables. Enfin, la microfluidique a largement profité des techniques de microfabrication, développées à l'origine pour la micro-électronique et les microsystèmes. Malgré ces facteurs et ce dynamisme, cette technique n'est pas encore, en 2008, très présente dans la vie quotidienne, en particulier dans le domaine de la santé. Une raison pouvant expliquer cette latence est que la microfluidique reste une discipline relativement jeune. De très nombreux dispositifs ont été développés, enrichissant d'autant la boîte à outils microfluidique, mais le problème reste leur intégration, leur assemblage cohérent et la possibilité d'utilisation du dispositif final par une personne non avertie. En ce sens, les tests de grossesse jetables, bien que plus simples, sont un exemple de réussite. La communauté scientifique reste cependant majoritairement confiante dans l'avenir de la microfluidique, qui a d'ailleurs été choisie en 2001 par la Technology Review du Massachusetts Institute of Technology (MIT) comme l'une des « dix techniques émergentes qui vont changer le monde ».
En France, un laboratoire a ouvert ses portes en 2015 sur 6 000 m2 de surface hors œuvre nette sur sept niveaux, dont le cinquième est une plate-forme technologique équipée de salles blanches. Situe à Paris dans le « campus de la Montagne Sainte-Geneviève », il regroupe 140 chercheurs. L’Institut Pierre-Gilles de Gennes (IPGG) rassemble les activités liées à la microfluidique de plusieurs établissements parisiens : l’ESPCI, l’ENS, Chimie ParisTech et l’Institut Curie. La ville de Paris a investi en 2013 14,8 millions d’euros dans ce projet dit « structurant ». L'IPGG a ouvert une formation de niveau M2 consacrée à la microfluidique, ses concepts, applications et innovations. Cette formation s'effectue en partenariat avec les masters Physique des systèmes complexes (université Paris-Saclay, université Paris-Diderot, Sorbonne Université) et Science et génie des matériaux (Université PSL).
En 2018, la Commission européenne a annoncé vouloir accélérer le développement de la microfluidique, élément clef de la 4e révolution industrielle, et, dans le cadre du programme Horizon 2020, investit 7,1 millions d’euros dans le projet HoliFAB, conduit par le français Fluigent, concepteur de pompes de contrôle d'écoulement pour la microfluidique et comprenant une dizaine de partenaires dont Sculpteo, spécialiste de l’impression 3D.

## Écoulements des fluides à l'échelle micro- et nanométrique

Fusions de deux petites gouttes entre elles et avec une grosse goutte ; le phénomène est observé par strioscopie, via la variation d'indice de réfraction. Le mouvement interne et superficiel est induit et entretenu par la différence de tension superficielle entre les surfaces des trois gouttes d'un fluide miscible. Remarque : le contenu des deux petites gouttes ne se mélange vraiment que quand il est aspiré dans la grosse goutte.

La nature de l'écoulement dépend du nombre de Reynolds, donc de la taille caractéristique d : (a) écoulement laminaire, (b) écoulement turbulent.

Aux petites dimensions, les phénomènes physiques macroscopiques ne subissent pas seulement une diminution linéaire de leurs effets. Certains phénomènes négligeables deviennent prépondérants, comme la capillarité ; inversement, d'autres forces telles que la gravité deviennent négligeables. Afin d'appréhender plus facilement les caractéristiques d'un système microfluidique, plusieurs grandeurs sans dimension ont été introduites. La plus répandue est probablement le nombre de Reynolds Re, proposé en 1883, qui caractérise le rapport entre les forces d'inertie et les forces de viscosité. Les systèmes microfluidiques sont généralement caractérisés par un petit nombre de Reynolds : les forces de viscosité sont prépondérantes. Ce comportement se traduit par des écoulements laminaires. On utilise également le nombre de Péclet Pe, liant convection et diffusion (thermique ou massique), et le nombre de Knudsen Kn, permettant de classifier les milieux continus. Squires et S.R. Quake (en) décrivent en détail la physique et les nombres adimensionnels à l'échelle du nanolitre.
{\displaystyle {\mbox{Re}}={\frac {\rho \,d\,V}{\eta }}={\frac {d\,V}{\nu }}}
avec :
- ρ la masse volumique du fluide (kg m−3) ;
- d la taille caractéristique du système (m) ;
- V une vitesse caractéristique (m s−1) ;
- η la viscosité dynamique du fluide (kg m−1 s−1, Pa s, ou Pl) ;
- {\displaystyle \nu } la viscosité cinématique du fluide (m2 s−1).

Lorsque la longueur caractéristique {\displaystyle d} décroît et la viscosité {\displaystyle \nu } augmente, le nombre de Reynolds diminue fortement. La fluidique à bas nombre de Reynolds possède certaines caractéristiques remarquables. Un petit nombre de Reynolds entraîne ainsi souvent un écoulement laminaire : il est stable, et les lignes de courant sont bien dessinées. Au voisinage de la surface, les forces de contact entre le liquide et le solide (la surface de la canalisation) prédominent. La viscosité du fluide introduit une condition de non glissement qui annule la vitesse du fluide : il adhère à la paroi.

## Fonctions microfluidiques

### Fonctions de base
La science de la microfluidique comporte plusieurs facettes ne se limitant pas à l'écoulement des fluides. On peut identifier plusieurs composantes d'un système microfluidique : les zones d'écoulement, les dispositifs d'actionnement et l'interface avec le monde extérieur. Les zones d'écoulement sont généralement des microcanaux fabriqués en polymère,. La microélectronique fournit de nombreuses techniques d'usinage de volume et de surface ; d'autres techniques, telles que le laminage de films secs, ont été développées plus spécifiquement pour les systèmes microfluidiques. La géométrie et le design des zones d'écoulement sont également à prendre en compte : canaux droits simples, en forme de T ou même biomimétiques. Une autre fonction microfluidique de base est l'actionnement des fluides. Ce terme recouvre l'injection, le déplacement contrôlé et les différentes opérations effectuées sur ceux-ci, comme le mélange. Ces fonctions sont réalisées par une variété de composants microfluidiques élémentaires : micropompes,,, microvalves,, micromélangeurs, etc.. Le dernier aspect de la technique microfluidique est la connexion entre le système micrométrique et le monde extérieur,. Il s'agit de développer des interfaces, si possible normalisées, entre des systèmes d'échelles très différentes. Tous ces aspects ne recouvrent que les fonctions de base, que l'on rencontre généralement dans tout système microfluidique ; d'autres fonctions plus évoluées sont souvent ajoutées.

### Éléments magnétiques et optiques intégrés
En plus des fonctions de base, la boîte à outils du technologue en microfluidique est riche de nombreux éléments, notamment magnétiques et optiques. Les bobines et autres éléments magnétiques ont été intégrés à l'échelle micrométrique lors du développement des microsystèmes électromécaniques (micro-electromechanical systems, MEMS) ; l'application la plus connue de MEMS magnétiques (ou MagMEMS) est probablement la tête d'enregistrement pour disques durs, fonctionnant sur le principe de la magnétorésistance géante. En microfluidique, les éléments magnétiques servent principalement à la manipulation d'échantillons : pompes, valves, mélangeurs, triage, séparation, etc. Les particules magnétiques (notamment les billes) sont particulièrement utilisées comme support solide pour les tests biologiques. Plus rarement, des fonctions magnétiques peuvent servir à la détection ; Trumbull et al. ont ainsi intégré sur puce un système de résonance magnétique nucléaire. À l'inverse, les composants optiques sont généralement utilisés pour la détection et plus rarement pour la manipulation d'échantillons,, ; l'une des possibilités pour la détection intégrée est le couplage avec une fibre optique,. D'autres techniques utilisent l'écoulement laminaire pour contrôler le déplacement d'échantillons. En combinant optique et microfluidique, il est alors possible de faire de la microscopie en 3D,. Parfois, les rôles sont inversés : la microfluidique se met au service de l'optique ; Psaltis et al. ont ainsi détaillé différentes applications d'« optofluidique », faisant ainsi référence aux systèmes optiques contrôlés par des composants microfluidiques ; les fibres optiques microfluidiques ont d'ailleurs été mises en avant en 2004 par la Technology Review du Massachusetts Institute of Technology (MIT) comme l'une des « dix techniques émergentes qui vont changer le monde ».

## Actionnement des fluides
- pompes
- générateur et contrôleur de pression
- pousse seringue
- vannes
- valves
- mélangeurs
- actionnement mécanique, chimique
- micropyrotechnie

## Fabrication des dispositifs microfluidiques

### Matériaux
- PDMS
- PFPE[45]
- Verre
- PEEK[46]
- ABS
- Silicium

## Applications
- Chimie analytique
- manipulation et classement de cellule
- screening de drogue
- cristallisation de protéines
- microreacteur chimique
- micro fuel cell
- biochimie
- Sciences forensiques
- µTAS
- génie des procédés (pour le moment : la microfluidique apporte une efficacité bien plus importante mais des volumes très faibles)
- oncologie physique : mesure des caractéristiques mécaniques des cellules cancéreuses (rigidité, déformabilité, etc)
- autres dispositifs : refroidissement de composants, applications spatiales
- Cosmétiques, (la société Capsum notamment est parvenue à transposer au niveau industriel les principes de la microfluidique afin de fabriquer des matériaux cosmétiques innovants)